# 乾佑街道
乾佑街道是中华人民共和国陕西省商洛市柞水县下辖的一个街道办事处。
2015年，陕西省民政厅批复同意撤销乾佑镇，设立乾佑街道办事处。

## 行政区划
乾佑街道下辖以下地区：
城关社区、车家河村、什家湾村、石镇村、马房子村、梨园村、三星村和北关村。

## 交通
- 西康铁路：柞水站